# Mesamphiagrion occultum
Mesamphiagrion occultum är en trollsländeart som först beskrevs av Friedrich Ris 1918.  Mesamphiagrion occultum ingår i släktet Mesamphiagrion och familjen dammflicksländor. Inga underarter finns listade i Catalogue of Life.